# Klášter Saint-Honoré
Klášter Saint-Honoré (tj. svatého Honoria) byl klášter v Paříži. Nacházel se na severní straně ulice Rue Saint-Honoré mezi ulicemi Rue Croix des Petits-Champs a Rue des Bons-Enfants v 1. obvodu.

## Historie
Klášter zasvěcený svatému Honoriovi byl založen mimo městské hradby v roce 1204. Kolem kláštera postupně vzniklo předměstí faubourg Saint-Honoré. Od kláštera mají odvozené jméno také ulice Rue Saint-Honoré a Rue du Faubourg-Saint-Honoré.
Klášterní kostel vedoucí na Rue Saint-Honoré byl rozšířen v roce 1579 a v průběhu času byl stále více obklopen obytnými budovami. V roce 1630 měl klášter enclos s bránou na Rue Croix-des-Petits-Champs. K tomu patřila velká rezidence, která se rozkládala na západ až k ulici Rue des Bons-Enfants. Na severu sousedil klášterní komplex s řadou domů. Roku 1739 byl již celý klášter obklopen domy ze všech stran.
Během Velké francouzské revoluce byl klášter uzavřen a roku 1792 zbourán. Na jeho místě vznikly dvě pasáže, které tvořily půdorys ve tvaru T – Passage Marchand a Passage d'Athènes. Poslední zbytky těchto pasážích byly zbořeny roku 1913.